# Pole trzustkowe Chauffarda-Riveta
Pole trzustkowe Chauffarda-Riveta – orientacyjny obszar na skórze jamy brzusznej określany w badaniu przedmiotowym trzustki, odpowiadający rzutowi trzustki na przednią ścianę brzucha. Pole trzustkowe Chauffarda-Riveta lokalizuje się pomiędzy kresą białą, a linią dzielącą na pół kąt prosty utworzony przez linię pośrodkową i leżącą do niej prostopadle linię pępkową.
Nazwa pochodzi od francuskich internistów, Anatole Chauffarda i Paula Riveta.